# Ренуччи, Робен
Робен Ренуччи (фр. Robin Renucci; 11 июля 1956, Ле-Крёзо) —  французский актёр и режиссёр.

## Биография
Сын жандарма полиции Луи Робена и швеи Полетт Ренуччи. Его отец бургундскогo происхождения, а мать родом с Корсики. Детство будущего актёра  прошло в Йонне.
Учился в Высшей национальной консерватории драматического искусства в Париже.
В 1981 году дебютировал в драме Мишеля Девиля «Глубокие воды». В первой половине  80-х он также отметился яркими ролями в фильмах «Приглашение в путешествие», «Отверженные» и «Форт Саган». В 1985  году за роль Фортсера, молодого критика искусства и мизантропа, в фильме Жана-Шарля Таккелла «Лестница С» Ренуччи был удостоен номинации на премию «Сезар» за  лучшую мужскую роль, но уступил награду Кристоферу Ламберту
В 1998 году Робен Ренуччи впервые попробовал себя в режиссуре. Его дебют  — фильм «Жена одного человека» по сценарию Жаки Фрижман.

## Избранная фильмография
- 1981 —  Глубокие воды — Ральф
- 1982 —  Отверженные — Курфейрак
- 1983 —  Любовь с первого взгляда — Реймонд
- 1984 —  Форт Саган — Хазан
- 1987 —  Маски — Ролан Вольф
- 1990 —  Королевская шлюха — Шарль-Оноре д'Альбер де Люин
- 1990 —  Галантные дамы — король Генрих III
- 1999 —  Дети века — Франсуа Булоз
- 2003 —  Мечтатели — отец
- 2004 —  Арсен Люпен — лорд Дрё-Субиз
- 2006 —  Комедия власти — Филипп Шарман-Кильман
- 2007 —  Сюрприз — Поль
- 2008 —  Женщины-агенты — Мельхиор

## Награды и номинации
Сезар (1986)
- Лучшая мужская роль («Лестница С») — номинация

7 d'Or (1996)
- Лучшая мужская роль в телефильме («Дети на деревьях», «Родители на полставки») — победа

Мольер (1997)
- Лучшая мужская роль в комедии («Корреспонденция») — номинация

FIPA (2003)
- Лучший актёр  («Поезд в 16:19») — победа

Бригадир (2010)
- Лучшая мужская роль («Дезире») — победа